# روس ليزلي ألين
روس ليزلي ألين (بالإنجليزية: Ross Leslie Allen)‏ هو سياسي نيوزلندي، ولد في 4 نوفمبر 1928 في نيوزيلندا.